# 우마르 시소코
우마르 시소코(프랑스어: Oumar Sissoko, 1987년 9월 13일 ~ )는 프랑스 태생 말리의 축구 선수이다. 포지션은 골키퍼이다.